# Кошево
Кошево или Кошово (на македонска литературна норма: Кошево) е село в Община Щип, Северна Македония.

## География
Кошево е селце разположено на 13 километра югоизточно от град Щип, в планината Плачковица.

## История
В XIX век Кошево е едно от немногото български села в Щипска кааза на Османската империя. Според статистиката на Васил Кънчов („Македония. Етнография и статистика“) от 1900 година селото има 150 жители, всички българи християни.
Населението на селото е под върховенството на Българската екзархия. В статистиката на секретаря на екзархията Димитър Мишев от 1905 година („La Macédoine et sa Population Chrétienne“) Кошово (Kochovo) е посочено като село със 184 жители българи екзархисти.
След Междусъюзническата война селото остава в Сърбия. Според Димитър Гаджанов в 1916 година в Кошово живеят 125 турци и 125 българи.
Селото сериозно пострадва при противоборството между ВМРО и ВМФРО през 1922 година. По инструкции на Тодор Александров местни селяни предават федералистката чета на Крум Зографов на сръбска потеря. В отговор част от оцелелите федералисти нападат селото, а по-късно четници на ВМРО убиват спомагателите на федералистите.